# Satnica
Satnica falu Horvátországban, Eszék-Baranya megyében. Közigazgatásilag Petróchoz tartozik.

## Fekvése
Eszéktől légvonalban 15, közúton 19 km-re északnyugatra, községközpontjától 3 km-re nyugatra, a Szlavóniai-síkság szélén, a Karasica jobb partján fekszik.

## Története
A település a török uralom idején keletkezett. Az 1579-es török defterben említik először. A Pozsegai szandzsákban a Karasi náhije része volt. A felszabadító harcok során elnéptelenedett. 1697-ben „pagus desertus Satnicza” néven lakatlan településként említik. 1702-ben „Satniza” alakban említik. A török kiűzése után a valpói uradalom részeként kamarai birtok volt, majd 1721. december 31-én III. Károly az uradalommal együtt Hilleprand von Prandau Péter bárónak adományozta. A Prandau család 1885-ig volt a birtokosa, amikor házasság révén a Normann grófi család birtoka lett.
Az első katonai felmérés térképén „Satnicze” néven található. Lipszky János 1808-ban Budán kiadott repertóriumában oppidumként „Szatnicza” néven szerepel. Nagy Lajos 1829-ben kiadott művében „Szatnicza” néven 119 házzal, 698 katolikus vallású lakossal találjuk.
1857-ben 590, 1910-ben 884 lakosa volt. Verőce vármegye Eszéki járásához tartozott. Az 1910-es népszámlálás adatai szerint lakosságának 99%-a horvát anyanyelvű volt. A település az első világháború után az új szerb-horvát-szlovén állam, majd később (1929-ben) Jugoszlávia része lett. 1991-ben lakosságának 96%-a horvát nemzetiségű volt. 1995-ben elkészült a falu vízvezeték- és telefonhálózata. A településnek 2011-ben 571 lakosa volt.

## Lakossága
| Lakosság változása | Lakosság változása | Lakosság változása | Lakosság változása | Lakosság változása | Lakosság változása | Lakosság változása | Lakosság változása | Lakosság változása | Lakosság változása | Lakosság változása | Lakosság változása | Lakosság változása | Lakosság változása | Lakosság változása | Lakosság változása |
| ------------------ | ------------------ | ------------------ | ------------------ | ------------------ | ------------------ | ------------------ | ------------------ | ------------------ | ------------------ | ------------------ | ------------------ | ------------------ | ------------------ | ------------------ | ------------------ |
| 1857               | 1869               | 1880               | 1890               | 1900               | 1910               | 1921               | 1931               | 1948               | 1953               | 1961               | 1971               | 1981               | 1991               | 2001               | 2011               |
| 590                | 673                | 671                | 696                | 786                | 884                | 889                | 865                | 791                | 812                | 762                | 709                | 702                | 645                | 629                | 571                |

## Nevezetességei
Alexandriai Szent Katalin tiszteletére szentelt római katolikus temploma 1834-ben épült klasszicista stílusban. 1892-ben megújították. Ekkor épült a sekrestye és készült el a templom belső díszítése.

## Kultúra
„Satničani” férfi énekkar

## Oktatás
A település iskolája 1900-ban nyílt meg. 1957-től 1960-ig a bizovaci általános iskolához tartozott. 1960-tól a petróci általános iskola területi iskolája.

## Sport
- Az NK Satnica labdarúgóklubot 1958-ban alapították. A csapat a megyei 2. ligában szerepel.
- ŠRU „Smuđ” sporthorgász egyesület.

## Egyesületek
- DVD Satnica önkéntes tűzoltó egyesület. Az egyesületet 1935-ben alapították és 1988-ig működött. 2013-ban alapították újra.
- Nyugdíjasklub